# Gennifer Flowers
Pour les articles homonymes, voir Flowers.
Gennifer Flowers, née le 24 janvier 1950 à Oklahoma City dans l'Oklahoma, est un modèle et une actrice américaine, ancien employé de l'État de l'Arkansas, qui dit avoir eu des relations intimes avec l'ancien président des États-Unis, Bill Clinton. Avant la présidence de Clinton, elle a aussi posé nue pour le magazine Penthouse et a été actrice dans deux films et un téléfilm. Après être devenue une célébrité, elle a joué son propre rôle dans deux films et a participé en tant qu'invitée à diverses émissions de télévision.
En janvier 1998, le président Bill Clinton a déclaré sous serment qu'il avait eu des relations sexuelles avec Flowers,.

## Controverse avec Clinton
Gertrude Gennifer Flowers s'est fait connaître lors de la campagne présidentielle de 1992 de Bill Clinton, déclarant qu'elle avait eu une relation durant douze ans avec ce dernier. Flowers déclara en premier qu'elle n'avait pas eu de relation avec Clinton, mais elle changera plus tard de version.
Après que Bill Clinton a nié avoir eu une relation avec Flowers lors de l'émission de télévision 60 Minutes, Flowers convoqua une conférence de presse dans laquelle elle fit passer des bandes d'enregistrements qu'elle déclarait avoir secrètement enregistrées lors de communications téléphoniques intimes avec Bill Clinton. Clinton fit, à la suite de cette diffusion, des excuses publiques à Mario Cuomo quant aux remarques qu'il avait faites à propos de l'ancien gouverneur lors de ces enregistrements. Cependant, les actualités de l'époque ont évoqué la possibilité que les conversations téléphoniques enregistrées sur bande entre Flowers et Clinton aient été trafiquées.
En décembre 1996, Gennifer Flowers confirmait sa relation sexuelle avec Bill Clinton lors de l'émission The Richard Bey Show. L'émission sera déprogrammée le jour suivant. Richard Bey attribuera plus tard une relation directe entre les deux événements.
Dans sa déposition présidentielle de janvier 1998, Bill Clinton réfutant les accusations sexuelles à son encontre en niant avoir eu des relations sexuelles avec Kathleen Willey, a changé ses déclarations antérieures et a admis qu'il avait eu une relation sexuelle avec Flowers. En 1998, Flowers admit qu'elle avait fait un bénéfice net de 500 000 $ en rendant publique sa liaison présumée avec Clinton à Penthouse, Star Magazine et d'autres médias. Dans son autobiographie de 2004, Ma vie, Clinton raconte avoir fait un témoignage sous serment selon lequel il reconnaissait avoir eu une relation avec G. Flowers, à une seule occasion, en 1977. Cependant, le type de rapport que Clinton a eu avec elle lors de cette relation de 1977 n'a jamais été établi.
Flowers poursuivit en justice George Stephanopoulos, James Carville et d'autres personnes en 1999 pour diffamation (plus tard, lors du procès de 2000, la plainte en justice inclut également Hillary Rodham Clinton), au motif que ces derniers avaient orchestré une campagne pour la discréditer. Le Judicial Watch l'a représentée lors de son procès en diffamation contre les anciens conseillers d'Hillary Clinton, Stephanopoulos et Carville. Un appel de ces derniers fut déposé en 2002, accepté en 2003 par un juge fédéral pour être finalement rejeté par le neuvième circuit de la Cour d'Appel des États-Unis en 2004.

## Années post-controverse
Gennifer Flowers a publié ses mémoires Gennifer Flowers : Passion et Trahison  (ISBN 978-0964047938) en 1995) dans lesquelles elle a prétendu qu'elle avait une certaine naïveté sexuelle au moment de sa relation avec Clinton (« La première fois qu'il éjaculé pendant une fellation, j'ai été déconcertée. Je réservais cela à mon mari, si j'en avais eu un. Mais Bill était doux et m'a caressée après. »).
Elle a posé nue pour Penthouse durant cette période ; le numéro fut publié en décembre 1992 avec son histoire intitulée « Gennifer Flowers dit tout, montre tout. » Plus tard, ayant déjà tourné dans un film australien en 1987, elle a joué dans un autre film indépendant australien en 1992 et a été, la même année, la vedette invitée du téléfilm Dream On.
Après être devenue célèbre, elle joua son propre rôle dans deux films : Play It to the Bone et The War Room. Elle fut aussi invitée dans plusieurs émissions de télévision.
Jusqu'à l'ouragan Katrina, elle dirigeait un cabaret appelé le Kelsto Club installé dans une ancienne maison close du quartier français de La Nouvelle-Orléans. Depuis 2007, elle vit à Las Vegas dans le Nevada, où elle écrit de temps en temps un article pour un journal ou un site internet.
En 2008, elle a mis en vente aux enchères les bandes enregistrées de ses conversations avec Bill Clinton enregistrées sur son répondeur téléphonique.
En novembre 2012, Flowers a affirmé que Clinton l'a contactée pour la dernière fois en 2005 : lors d'un entretien avec Susan Roesgen (en), Flowers a dit que, durant son précédent séjour à La Nouvelle-Orléans, Bill Clinton, alors qu'il visitait la ville, lui a téléphoné pour demander un rendez-vous, qu'elle a décliné.

## Filmographie
- Frenchman's Farm (1987), Mrs. Grenville
- Redheads (aka Desperate Prey) (1992), Carolyn
- The War Room (1993), elle-même
- Play It to the Bone (1999), elle-même
- Definitely, Maybe (2008), elle-même

## Apparitions télévisées
- The Howard Stern Show, elle-même, dans l'épisode du 1er février 1992.
- Dream On (TV series) - dans l'épisode And Bimbo Was His Name-O (1992)
- The Richard Bey Show, elle-même, dans l'épisode Clinton Scandals (1996). L'émission sera supprimée de la grille des programmes le lendemain de cette diffusion.
- WrestleMania XIV (1998), elle-même
- The Frank Skinner Show, elle-même, saison 2, épisode 7 (1998)
- Where Are They Now? (VH1 TV series), elle-même, dans l'épisode Notorious & Newsworthy (2000)
- Weakest Link (US), elle-même, dans l'épisode Newsmakers Edition (2001)